# Wóz dowodzenia R–3M

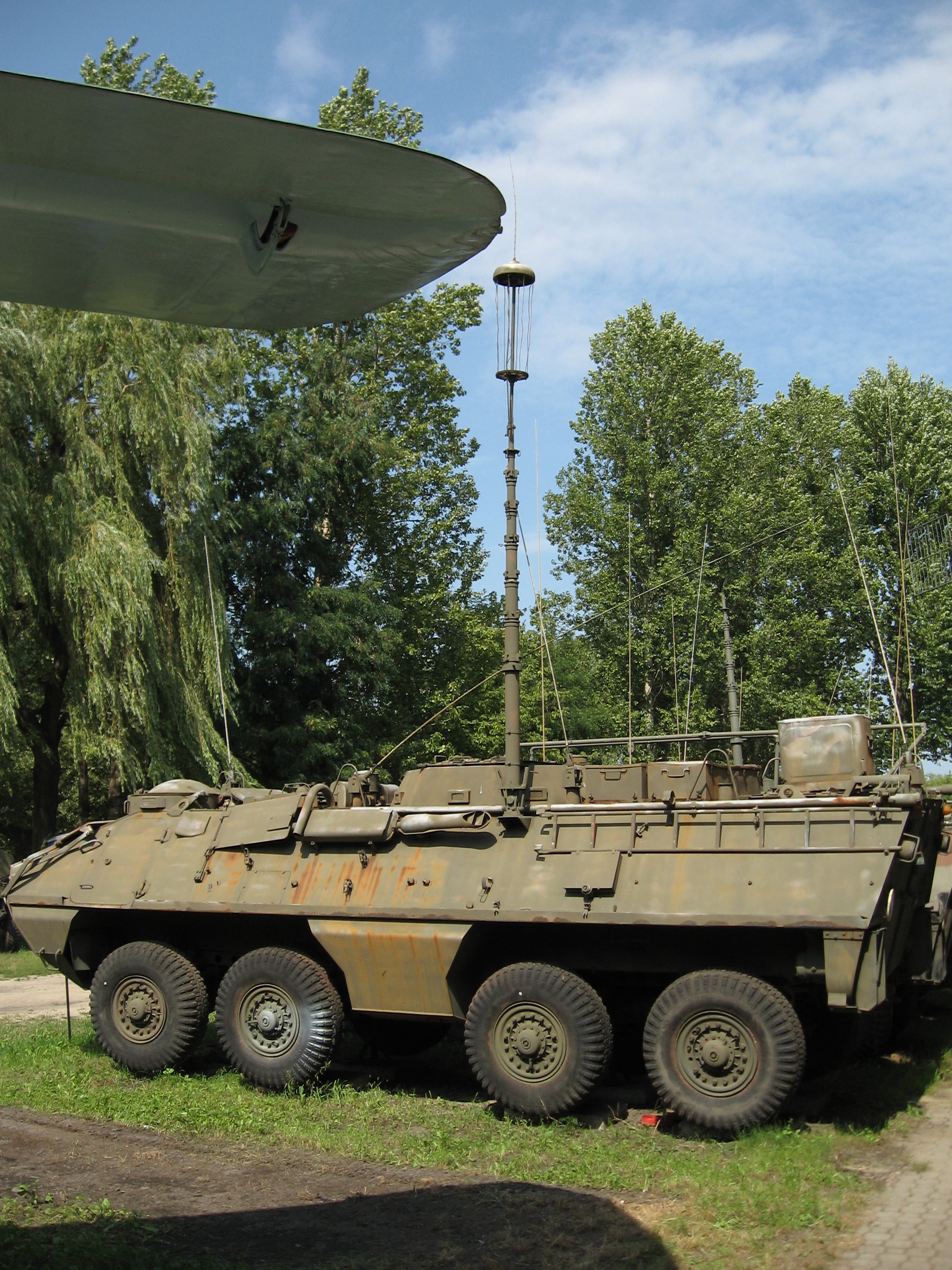
R–3 w Muzeum Polskiej Techniki Wojskowej

Wóz dowodzenia R–3M – pojazd mechaniczny wyposażony w zespół technicznych środków łączności i stanowiska pracy, zapewniające kierowniczym osobom funkcyjnym dowodzenie podległymi wojskami.

## Charakterystyka
Wóz dowodzenia R–3M zamontowany jest na podwoziu transportera opancerzonego SKOT.  Ma przystosowane trzy miejsca pracy dla osób funkcyjnych sztabów oddziałów i związków taktycznych.
Wyposażenie
- Radiostacja pokładowa KF R–130
- Dwie radiostacje pokładowe UKF R–123Z
- Radiostacja pokładową R–111
- Radiotelefon K–1
- Radiolinia R–405 PT–1
- Zestaw anten
- Zestaw urządzeń zasilających
- Magnetofon
- Urządzenie zdalnego sterowania R–137/R–140